# 220 هـ
220 هـ هي سنة في التقويم الهجري امتدت مقابلةً في التقويم الميلادي بين سنتي 835 و835.

## مواليد
- أبو العباس أحمد المستعين بالله
- أحمد بن طولون

## وفيات
- أبو الحسن اللحياني
- دعبل الخزاعي
- قالون
- محمد بن فطيس الإلبيري
- أبو علي الخياط
- الإمام محمد الجواد تاسع أئمة الشيعة